# Neo-Geo Pocket Color
De Neo-Geo Pocket Color is een draagbare 16-bits kleuren-spelcomputer geïntroduceerd op 16 maart 1999 in Japan, die werd ontwikkeld door SNK, de makers van de Neo-Geo-spelcomputer en speelhal-variant, als opvolger van de monochrome Neo-Geo Pocket.
Na een goede verkoopstart in zowel de VS als Japan met 14 lanceringstitels (destijds een record), daaropvolgende lage retailondersteuning in de VS, gebrek aan communicatie met externe ontwikkelaars door het Amerikaanse management van SNK, de populariteit van Nintendo's Pokémon- franchise en de anticipatie op de 32-bits Game Boy Advance, en sterke concurrentie van Bandai's WonderSwan in Japan leidden tot een omzetdaling in beide regio's.
In de Verenigde Staten en Europa bleef het commerciële succes echter uit en flopte het systeem uiteindelijk en werd in 2000 uit de handel genomen. De in de Verenigde Staten en Europa onverkochte eenheden werden opnieuw geflasht en in Azië opnieuw op de markt gebracht.
Na het faillissement van SNK op 30 oktober 2001 werden de intellectuele eigendomsrechten collectief overgedragen aan de opvolger SNK Playmore (later de tweede generatie SNK), maar de ontwikkeling van Neo-Geo Pocket Color werd na faillissement gestaakt.

## Specificaties
- Processor:
  - Toshiba TLCS900H 16-bit kern (6,144 MHz)
  - Z80 (3,072 MHz) voor geluid
- Geheugen:
  - RAM: 12k voor de 900H en 4k voor de Z80
  - ROM: 64kb boot ROM
- Scherm:
  - resolutie: 160 x 152 beeldpunten
  - kleuren: 16 paletten per plane, maximaal 48 paletten
  - 146 kleuren uit een palet van 4096
  - Neo-Geo Pocket kleurenmodus: 20 kleuren uit een palet van 4096
  - sprites: 64 sprites per frame, 4 colors per sprite
  - scrolling: 2 scrolling planes, 8x8 karaktertegels, bestaande uit 4 kleuren elk
- Geluid:
  - PSG-6-toons simultane uitvoer
  - stereogeluid
- Cartridge: maximaal 2 MB (16 Mbit) met 4-16Mbit flashgeheugen
- Communicatie:
  - SIO 1 kanaal 19 200 b/s
  - 5-pin seriële poort
- Batterijen: 40 uur met 2 AA batterijen
- Overig: lithium batterij voor geheugen en klok

## Zie verder
- Neo-Geo Pocket
- Neo-Geo
- Neo-Geo CD
- Neo-Geo CDZ
- Hyper Neo-Geo 64